# Attentatet i London 3. juni 2017
Attentatet i London 3. juni 2017 fandt sted kl. 22:08 lokal tid ved, at en varebil kørte ind i en folkemængde på London Bridge, hvorpå tre gerningsmænd forlod bilen og knivstak flere personer. 
Gerningsmændene kørte derefter videre til Borough Market, hvor de knivstak flere restaurantgæster. Otte mennesker blev dræbt, og 48 er såret, heraf 21 alvorligt, og de tre gerningsmænd blev skudt og dræbt af politiet kort tid efter. Tre af ofrene blev påkørt af varevognen, de fem andre ofre blev stukket ihjel. Det 8. offer blev fundet fire dage senere ved bredden af Themsen.